# Stadthaus (Unterseen)

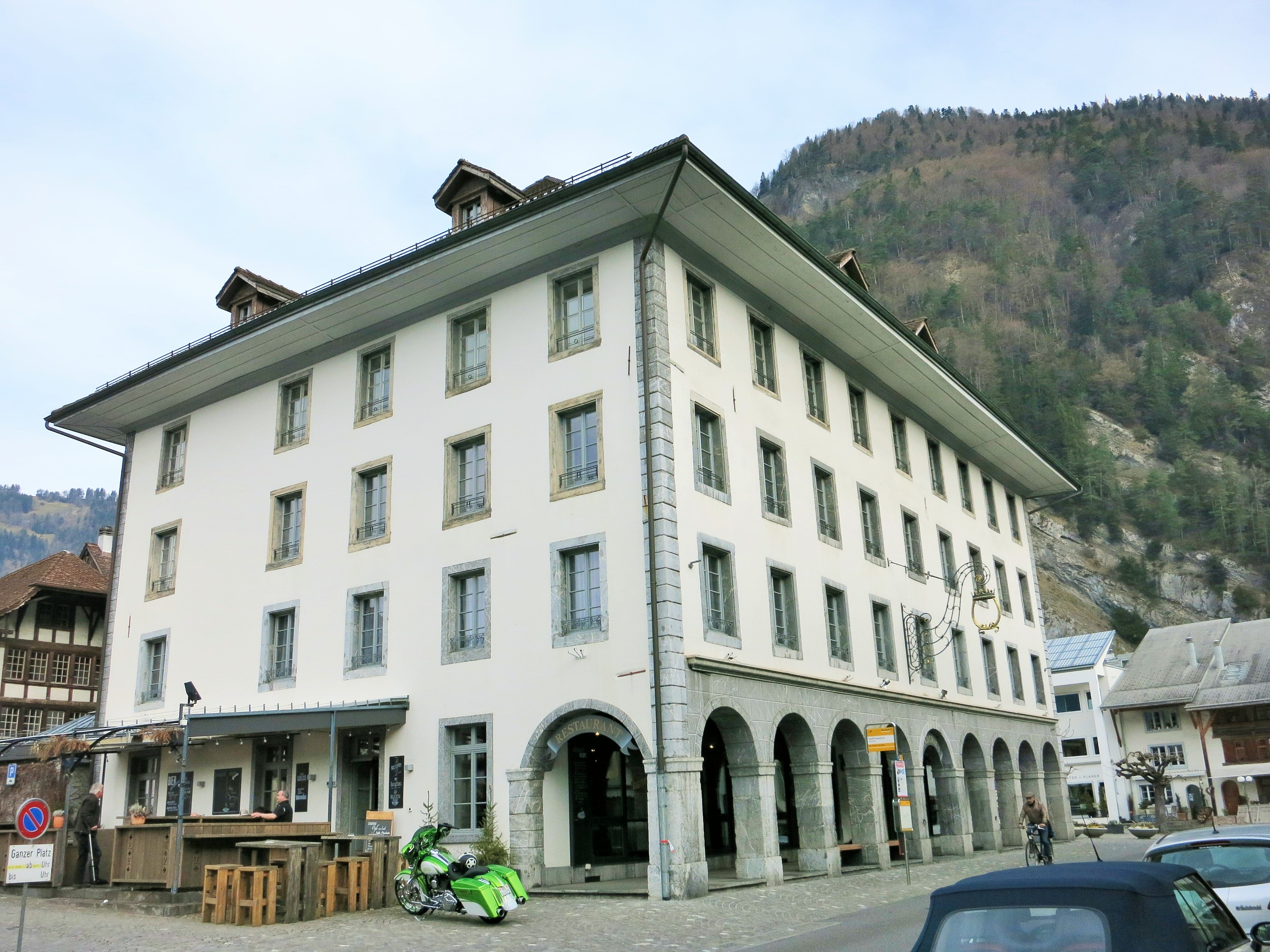
Stadthaus (2016)

Das Stadthaus in der Altstadt von Unterseen war über die Jahrhunderte Dreh- und Angelpunkt des öffentlichen Lebens in dem 1279 gegründeten Ort und der Umgebung, das Bödeli mit Interlaken. Es wurde unter anderem als Kaufhaus, Hotel, Gaststätte, Restaurant, Taverne oder auch als Stadt- und Rathaus genutzt und steht als Kulturgut von regionaler Bedeutung unter Denkmalschutz.

## Geschichte
1470 brannte Unterseen bis auf die Grundmauern nieder. Ein sofortiger Wiederaufbau begann; mitten auf dem Platz entstand als zentrales Gebäude das neue Kaufhaus, ein Vorgängerbau des späteren Stadthauses. Vor dem Brand dürfte bereits ein Stadthaus existiert haben. Um 1600 wurde das Stadthaus als Kaufhaus erneuert. Ab 1628 wurde es zusätzlich als Stadt- und Rathaus (Gerichtsort und politischer Tagungsort) genutzt. 1764/1765 gab es ein schweres Unwetter im Amt Unterseen. Der Lombach trat mehrmals über die Ufer und richtet beträchtliche Verwüstungen an. 1772 erhielt Unterseen die Erlaubnis, nebst Jahrmärkten, wieder wie früher Wochenmärkte abzuhalten. Das Stadthaus wurde teilweise auch als Kornhaus, immer aber auch als ein Gasthaus genutzt. Die ersten Touristen, die ins Berner Oberland kamen, kehrten hier ein. Wohl der berühmteste Gast war der Dichter Johann Wolfgang von Goethe. Er stieg auf seiner Schweizreise am 9. Oktober 1779 im Stadthaus ab und genoss Forelle an saurer Sauce.
Nach der Zeit der ersten Unspunnenfeste (1805 und 1808) dürfte manch ein Gast wegen Elisabetha Grossmann, der «schönen Schifferin von Brienz», zu Besuch gekommen sein. Sie war eine der berühmtesten Frauen in der Frühzeit des Tourismus zu Beginn des 19. Jahrhunderts und hatte den Sohn des Wirtes im Juli 1816 geheiratet. Um 1819 fand eine grössere Renovation statt und das Stadthaus nahm seine heutige Gestalt an. Im Herbst 1823 wurde es als Wirtschaftshaus dem Ehepaar Ritter-Grossmann verpachtet. Elisabetha Grossmanns Ehe mit Peter Ritter, dem Stadthauswirt, scheiterte und sie setzte die Scheidung 1827 durch – für die damalige Zeit ein ausserordentliches Vorhaben. Mit ihrer Hartnäckigkeit kämpfte sie um ihre Kinder, ihr Ansehen und ihre Existenz.

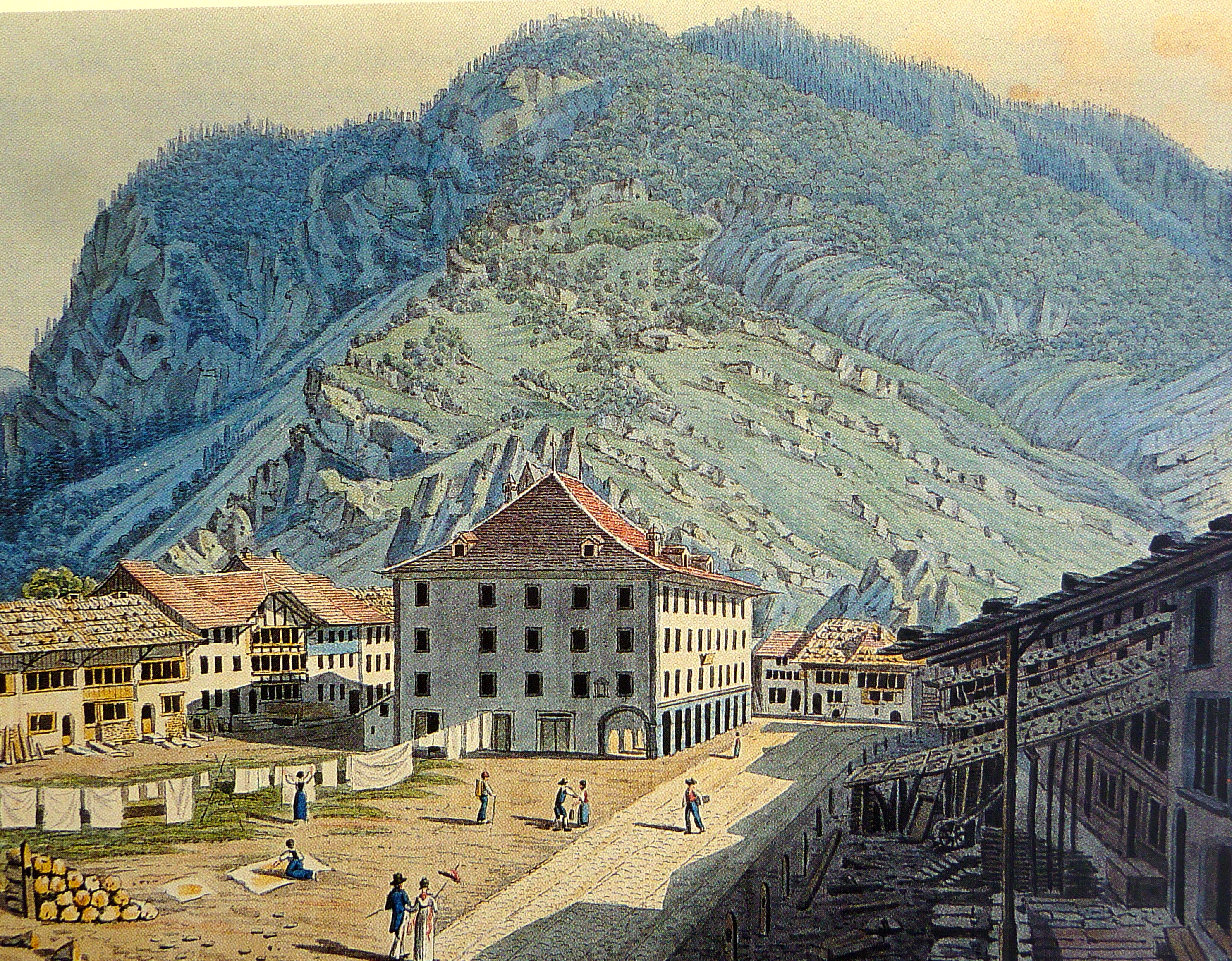
Stadthaus und Stedtli Unterseen, 1819

Der Komponist Felix Mendelssohn hatte eine besondere Vorliebe zur Region, er besuchte Interlaken zwischen 1822 und 1847 und war mehrmals im Stadthaus zu Gast. Dort komponierte er 1831 die Sonette Die Liebende schreibt zu dem Gedicht von Johann Wolfgang von Goethe (1807/1808) und malte 1847 unter anderem ein Aquarell von Unterseen.
Das Stadthaus gehörte bis 1867 mehrheitlich der Gemeinde und wurde anschliessend an private Pächter versteigert, es folgten neun verschiedenen Besitzer. 1981 erwarb die Gemeinde Unterseen das Stadthaus, auch Oberlandhaus genannt, zurück und führte 1989 bis 1991 eine umfassende Restaurierung durch. Im Jahr 2012 wurde die Untere Gasse umfassend saniert.

## Architektur
Das von 1818/1819 stammende ehemalige Hotel Stadthaus ist ein dominanter viergeschossiger Putzbau mit 9×5 Achsen unter schwach geknicktem Vollwalmdach. Noch heute entspricht das Erdgeschoss, besonders der Laubengang mit Kalksteinpfeilern und die Arkaden, die Haustein imitieren, in weiten Teilen der Grundriss-Dimension des früheren Kaufhauses aus dem Jahr 1470. Umgebaut um 1876 und saniert zwischen 1989 und 1991 wurden verschiedene Teile des Vorgängergebäudes immer weiter verwendet. Die Fensterumrahmungen sind teilweise aus Malmkalk oder aus Holz und Putz mit malerischen Mitteln marmoriert.

## Nutzung heute
Im Stadthaus wird seit 2014 ein Restaurant nach einem Konzept von René Schudel betrieben.